# 马平甫
马平甫，中华人民共和国政治人物。
担任中国伊斯兰教协会委员。西北军政委员会民族事务委员会委员。1954年，当选第一届全国人民代表大会代表。